# MathSciNet
MathSciNet（ますさいねっと）は、アメリカ数学会 (AMS) が提供する、世界の数学文献・数学論文をカバーする包括的な書誌・レビューデータベースである。

## 概要
MathSciNetは、米国数学会（AMS）が提供する、世界の数学文献・数学論文をカバーする包括的な書誌・レビューデータベースである。ヨーロッパ数学会（EMS）などによるデータベースZentralblatt MATHと双璧をなす。毎年7万件ほどの書誌が新たに収録され、そのうち5万5千件ほどにレビューがつけられている。
MathSciNetは、「Mathematical Reviews (MR)」を前身にもつ。「MathSciNet」はMR を基に発展した。
MathSciNetは、1800 年代初頭まで遡及した書誌データの追加、電子ジャーナル論文へのダイレクトリンク、参考文献リストの追加、引用情報の追加など、より拡張されたオンライン・データベースとしてインターネットを通じてサービスされている。また、論文のレビューの他、定期刊行物「Current Mathematical Publications： CMP」から書誌、抄録が収録されるとともに、数学主題分類であるMSC(Mathematical Subject Classification： MSC)によって各論文等が類別されている。
現在、文献検索のみでも会員制である。文献検索は、MathSciNetのサイトライセンスを持つ機関（一部の大学図書館）で活用できる。
日本では、丸善がライセンス契約の代理店である。

## 類似のデータベース
- Zentralblatt MATH
- PubMed